# ماتياس بوسير
ماتياس بوسير (10 يوليو 1996 ببلجيكا - ) هو لاعب كرة قدم بلجيكي في مركز الدفاع. لعب مع أوستينده ومانشستر سيتي.

## وصلات خارجية
- ماتياس بوسير على موقع قاعدة بيانات كرة القدم.إي يو (الإنجليزية)
- ماتياس بوسير على موقع Soccerway.com (الإنجليزية)
- ماتياس بوسير على موقع عالم كرة القدم.نت (الإنجليزية)